# Rába Járműipari Holding
A több mint 128 éves autóipari tapasztalattal rendelkező Rába Járműipari Holding Nyrt. az iparág egyik legnagyobb magyar vállalata. A vállalatcsoport három stratégiai üzletága haszongépjárművekhez, mezőgazdasági erőgépekhez és földmunkagépekhez kifejlesztett futóműveket, futómű főegységeket és alkatrészeket, haszon- és személygépjárművekhez alkatrészeket, illetve speciális járműveket gyárt.
A több mint 1300 főt foglalkoztató Rába Nyrt. székhelye a nyugat-magyarországi Győrben található.
A RÁBA Nyrt. üzleti portfolióját négy önálló, egymáshoz kapcsolódó üzletág alkotja: a Futómű, az Alkatrész, a Jármű és a Hajtómű üzletág.
A Rába erősen exportorientált vállalat, stratégiai exportpiacai az Európai Unió, az USA és Japán. 
A futómű üzletág vertikuma a kapcsolódó szolgáltatások teljes körét felöleli, ily módon a Rába legigényesebb vevői számára is képes teljes körű ipari megoldásokat nyújtani. A futómű termékeket az üzletág elsősorban exportra termeli, hagyományosan legnagyobb felvevő piaca az Egyesült Államok, de magas színvonalú termékeivel Nyugat-Európában is egyre növekvő a jelenléte.

A járműipari alkatrész üzletág két nyugat-dunántúli üzemet foglal magában. A móri gyár az ülés- és ülésrendszer-gyártás és -sajtolás központja, míg Sárváron a forgácsolás és megmunkálás a fő technológia. Az üzletág elsősorban a Magyarországon és az EU régióban működő nemzetközi autóipari társaságok számára értékesíti termékeit.

A jármű üzletág komplett járműveket, járműipari vázszerkezeteket és alvázakat gyárt. Fokozott terepjáró képességű, speciális szállítási és védettségi követelményeket kielégítő katonai felhasználású teherautó-család és önjáró buszalvázak fejlesztési és adaptációs munkálatait, valamint gyártását végzi. Legnagyobb hosszú távú megrendelője a Magyar Honvédség, amelynek a megrendeléseit jelentős nemzetközi partnereket is bevonva teljesíti. Az üzletág stratégiai termékköre kiegészül városi, elővárosi tömegközlekedésre alkalmas közúti járművekkel is.

A Rába Járműipari Holding Nyilvánosan Működő Részvénytársaság részvényeit a Budapesti Értéktőzsdén jegyzik.

## A Vagongyár története

### Előzmények
A kiegyezés után Magyarországon fellendült a vasútépítés. 1880-ig kiépültek a legfontosabb vasútvonalak. Az 1873. évi nagy világválságban a csőd szélére jutott vasúttársaságokat sorban az állam vette át, így 1896-ban a magyarországi vasútvonalak jelentős része már a MÁV kezelésében volt. Az áruforgalom még a közlekedési hálózatnál is gyorsabban fejlődött. Mivel az 1880-as években csupán a Ganz gyár készített vasúti kocsikat, így jogossá vált az igény újabb gyárak létrehozására is. Ekkor Győr volt a Dunántúl legfontosabb kereskedelmi központja. Kiváló helyszín volt nagyobb gyártelepek létrehozására, mivel itt helyezkedett el egy fontos vasúti gócpont, valamint négy folyó is találkozik itt (Rába, Rábca, Mosoni-Duna, Marcal). A Győrött alapítandó vagongyár gondolata olyan időpontban vetődött fel, amikor maga a város is minden eszközzel támogatta az ipar törekvéseit. A külföldi piacon is megnőtt a kereslet a magyar termékek (főként élelmiszerek) iránt. Győr legnagyobb vetélytársa Pest volt a nyugati exportban.

A győri kereskedő tőkések első, nagyobb szabású közös ipari vállalkozása a Győri Szeszgyár és Finomító Rt volt. A világválság után a bécsi Lederer-testvérek segítségével marad fenn a győri szeszgyártás. Őtőlük indul ki jó 10 évvel ezután a vagongyár alapításának terve. Mivel az 1888-ban a győri polgármesteri széket elfoglaló Zechmeister Károlynak szívügye volt a győri iparfejlesztés, így az utolsó akadály is elhárult a gyár megépítése elől.

### Alapítása
1896. március 27-én egy tőkéscsoport beadványt nyújtott be Győr város törvényhatóságához. A beadványban állami kedvezményeket, vámmentességet, illetve előrendeléseket kértek, amiket meg is kaptak. A részvényjegyzési ív szerint a gyár feladata: "Vagonok, gépeknek és gőzkazánoknak gyári készítése, mindennemű villanyos telepeknek és berendezéseknek előállítása(…)". A vállalat alaptőkéje 500 000 Ft volt (ebből 440 000 Ft volt a Lederer-testvéreké).

Az 1896. december 28-án megtartott alakuló közgyűléssel a "Magyar Waggon- és Gépgyár Részvénytársaság" győri cég hivatalosan is megkezdte működését.

### Gyártmányai, műszaki fejlődése és gazdasági eredményei az első világháború előtt
1897 első hónapjai a gyár beindításával teltek. Győr városa 15 hold 720 négyszögöl területet engedett át a gyárnak 7500 Ft jelképes összegért. Megkezdték az ököristállók gyárépületté alakítását, megrendelték a gyár műszaki berendezéseit, majd február 22-én a győri cégbíróságon bejegyezték a vállalatot. A gyár 500 munkására három gőzgép egységen összesen 500 LE jutott. Az építmények értéke 131 472 Ft volt, az átalakításra 48 779 Ft-ot költöttek. Így válhatott a cég nagyon korszerű vagongyárrá.

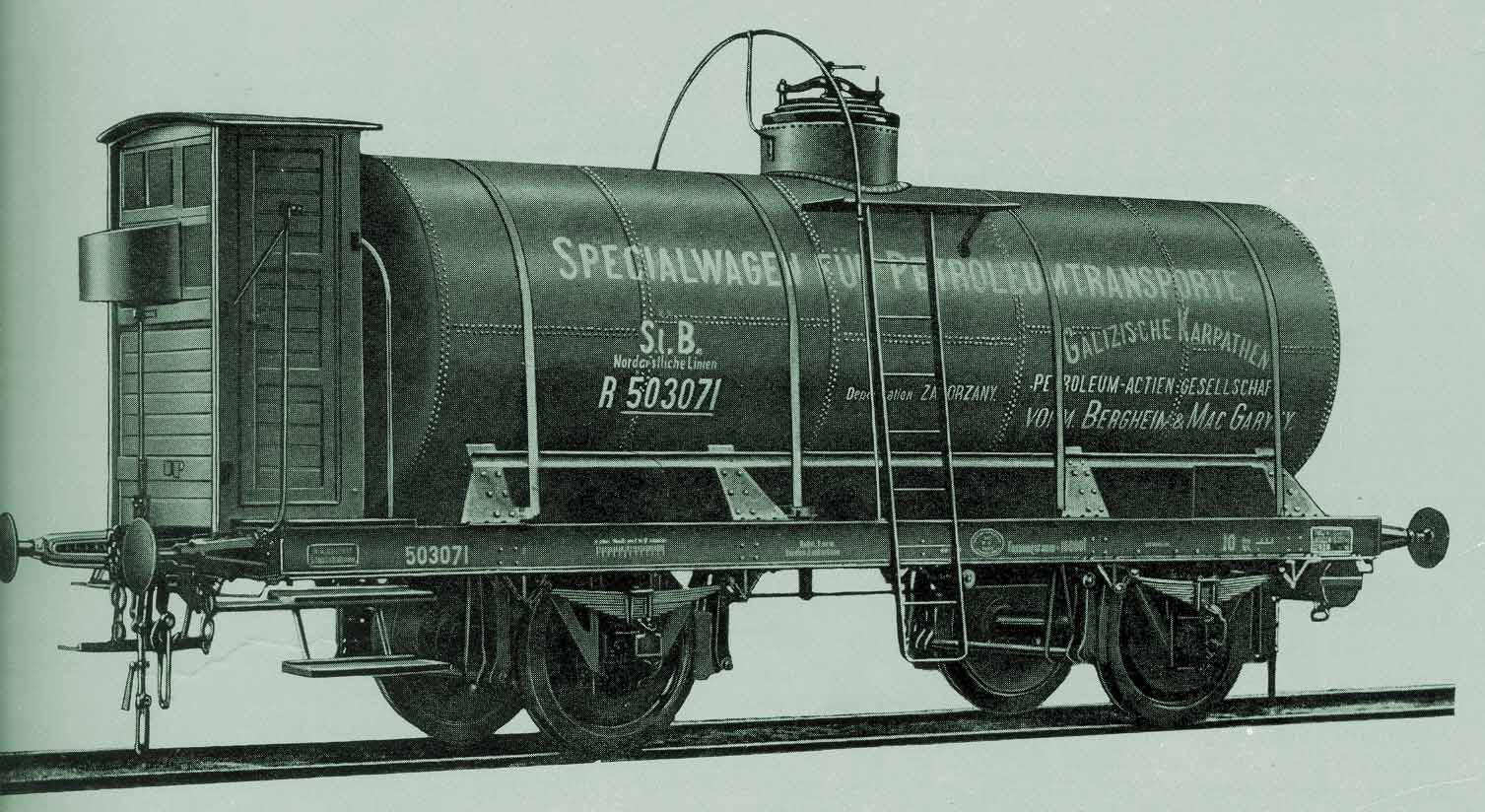
Petróleumszállító tartálykocsi, 1897

A gyár alapítását követő időszaknak a fő (majdnem kizárólagos) gyártmánya a vasúti kocsi volt. Eleinte teher-, majd személykocsik készültek naponta 8-10, ami kiemelkedőnek számított 1200 munkással 1898-ban. Az első gyártmány egy 15 tonnás, 2 tengelyű tartálykocsi volt a Galíciai-Kárpát Petroleum Rt. számára.
1898-ban sorban kapták a megrendelést teherkocsik (borszállító, faszénszállító, bútorszállító, baromfiszállító, gyümölcsszállító), valamint személykocsik (kalauzkocsi) készítésére. Így a gyár az év végére elérte az 1660. vasúti kocsi gyártását.
1899-ben a kieső belföldi megrendelések miatt az export felé tekintett a gyár. Sikerült néhány olasz, német, illetve tengerentúli megrendelést szerezni. Mivel egyre több külföldi város rendel városi villamoskocsikat (Amszterdam, Antwerpen), így szükségessé vált egy "villamos accumulátor gyártási osztály" létrehozása.
1900-ban a vállalatot meghívták a párizsi világkiállításra több vagongyárral egyetemben, ahol a gyár 4 vagont mutatott be. Közben beszerezték az akkumulátorgyártáshoz szükséges berendezéseket, nyersanyagokat.
Az 1901-es év nagy kiugrás volt világviszonylatban. A megrendelők közt szerepelt immáron a Kelet-indiai Vasutak, a Costa Rica-i Vasutak, a Dél-Afrikai Brit Gyarmatok, valamint a Londoni Földalatti Vasút. A sikerek a versenyképes áraknak, jó minőségű gyártmányoknak, és a betartott szállítási határidőknek voltak köszönhetőek. Az akkumulátorgyártó részleget önálló vállalattá alakították át.
Már 1902-ben foglalkozott a cég közúti gépjárműgyártás gondolatával, erre utal a két megrendelés is, azonban a tényleges gyártás csak 1903-ban kezdődött meg. A vagongyárban megkezdődött katonai szállítóeszköz-gyártás – nagy titokban – a Bécsi Tüzérségi Szertár részére. Nagy dilemma előtt állt a cég a gyártási profil kiválasztásánál, mert olyan járművet kellett választani aminek jövője is van. Mivel a régi motorgyárak még mindig főként a helyhez kötött motorok gyártásával foglalkoznak, a Vagongyár vezetősége megvásárolta a Stoltz rendszerű gázmotor szabadalmát. Az gépkocsigyártás még gyerekcipőben járt, a legnagyobb hajtóerő a sport volt. Azonban akadtak érdeklődők haszongépjárművekre, mint például a katonaság és a posta. Magyarországon Csonka János és Bánki Donát végzett úttörő munkát a motoros járművek gyártása terén. A Vagongyár felvette a kapcsolatot Csonka Jánossal, és beszállt a háromkerekű motoros járművek pályázati gyártásába.
1903-ban, amikor megvették a gőzkazán gyártási jogát, nem csupán gőzüzemű vasúti kocsik, hanem gőzautók gyártására is gondoltak. Azonban a gőzautó ötletét hamar elvetették, így egy másik terv lépett elő, a benzinmotoros haszonjárműé. Az autógyártás beindításával egyenletesebbé vált a gyár bevétele, mert azt raktárra is lehetett gyártani. A Győrött készült első automobil próbaútját 1904. február 25-én tartották meg. Franciaországgal ellentétben, Németországhoz hasonlóan a cég célja volt a haszongépjárművek a személyszállító járművekéhez hasonló ütemű gyártása. 1905. március 16-ára el is készült az első mezőgazdasági, igazából katonai célokra szánt kísérleti vontató, ami csak azért lett kísérleti, mert 40 lóerős benzinmotorja nem bizonyult elég erősnek. A gőzüzemű Stoltz motort inkább vasúti motorkocsikba építették be, szép sikerrel. 1904-re már a vasutakon megjelentek a Ganz-gyártmányú gőzmotorkocsik mellett a Stoltz motorkocsik is. Egészen 1909-ig gyártják ezeket a járműveket, mígnem elfogynak a megrendelések.
Az 1904-es év az autógyár részlege szempontjából volt jelentős. Az autóiparban a négykerékmeghajtás kidolgozása és megvalósítása elsőként a gyár nevéhez fűződött, egy mechanikus négykerékmeghajtású közúti vontató járművel. A négykerékmeghajtás fontos szerepet játszott az erőátvitelben, mivel ekkor még a vasabroncs miatt az úttal való érintkezés nem volt megfelelő.
1905-ben Csonka János közreműködésével postaautó alvázakat gyártottak az üzemben. Az autók többi része Budapesten készült. A kocsik több százezer kilométer megtétele után, még három évtized múlva is használatban voltak. Még ebben az évben Spitz személyautó alvázakat rendelt, amely kocsikkal később autóversenyt is nyert. Mivel az autógyártás mégse annyira váltotta be a hozzá fűzött reményeket, így a gyár vezetői kapcsolatot próbáltak kiépíteni a hadsereggel. Jó kapcsolatot építettek ki az osztrák Daimler céggel, minek következtében licencet vásárolnak tőlük teher-, és bérkocsikra.
A Gustave Eiffel tervei alapján 1906-ban elkészült kovácsüzem kora legmodernebbjei közé számított.
Az 1910-es állami ipartámogatás szerint taxi csak magyar kocsi lehet. Így a Vagongyár elkészíti a háromüléses bérautóját. Ebből az időszakból való még egy könnyű szállítókocsi is. A kapcsolat a Daimler céggel mégsem bizonyul gyümölcsözőnek, így a felek 1911-ben közös megegyezéssel felbontják azt. Megindul a termelés az acélöntődében, melyet 1914-ben Siemens-Martin-kemence vált fel.
1913-ban megvásárolják a cseh Praha autók licencét, melynek alapján megkezdődött a RÁBA "V" típusú teherautók és a RÁBA Grand személyautók gyártása.

### Műszaki megoldások a vasúti kocsik gyártásánál

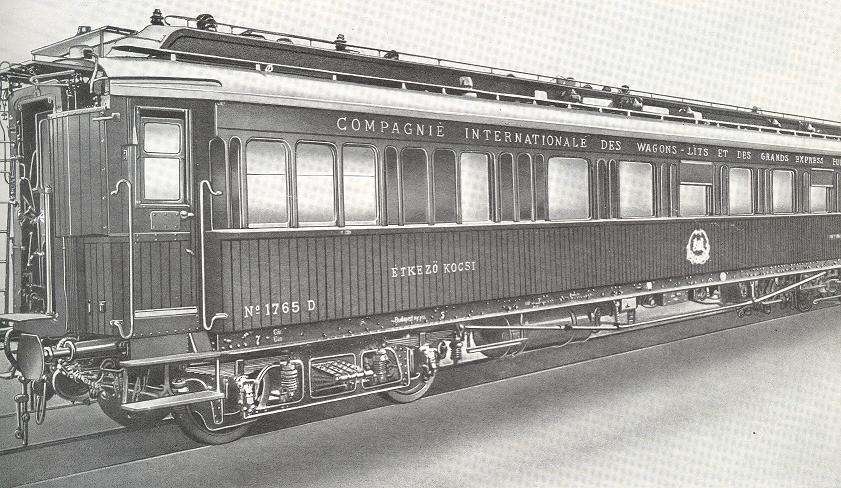
Egy NHT által rendelt étkezőkocsi

A 20. század első évtizedében a gyár korszerűsíti gépparkját, és egy új vagonszerelő csarnokot építenek. Egyre nagyobb teret hódítanak a fémek: 1905-ben már vas merevítéssel látják el a vagonokat. Az exportmegrendelések különleges elvárásai miatt a gyárnak a technológia terén legkorszerűbbet kell nyújtania. A belföldi megrendelők főleg gőzfűtést és olajvilágítást írnak elő, míg a külföldiek villamos világítást kívánnak. Az 1906-os milánói kiállításra igényes berendezésű vasúti kocsikkal nevez be a cég, ahol a kényelemért mindenből áldoztak egy keveset. A Nemzetközi Hálókocsi Társaság étkezőkocsi megrendelése volt az egyik legmegtisztelőbb feladat. A nagy elvárású, magas követelményű próbarendelés sikeres megoldása további 14 étkezőkocsi rendelését eredményezte a Wagons-Lits részéről.
A Vagongyár készítette azonban a temesvári, a kassai, a nagyváradi, a szegedi városi villamosvasút, és a budapesti HÉV kocsijait is. 1905-ös feladatok közé tartozik a londoni Földalatti Vasút 30 motorkocsi, 36 motorkocsi-forgóváz és 66 pótkocsi, 180 pótkocsi-forgóvázas; és Dél-Afrika 20 teherkocsis rendelése.

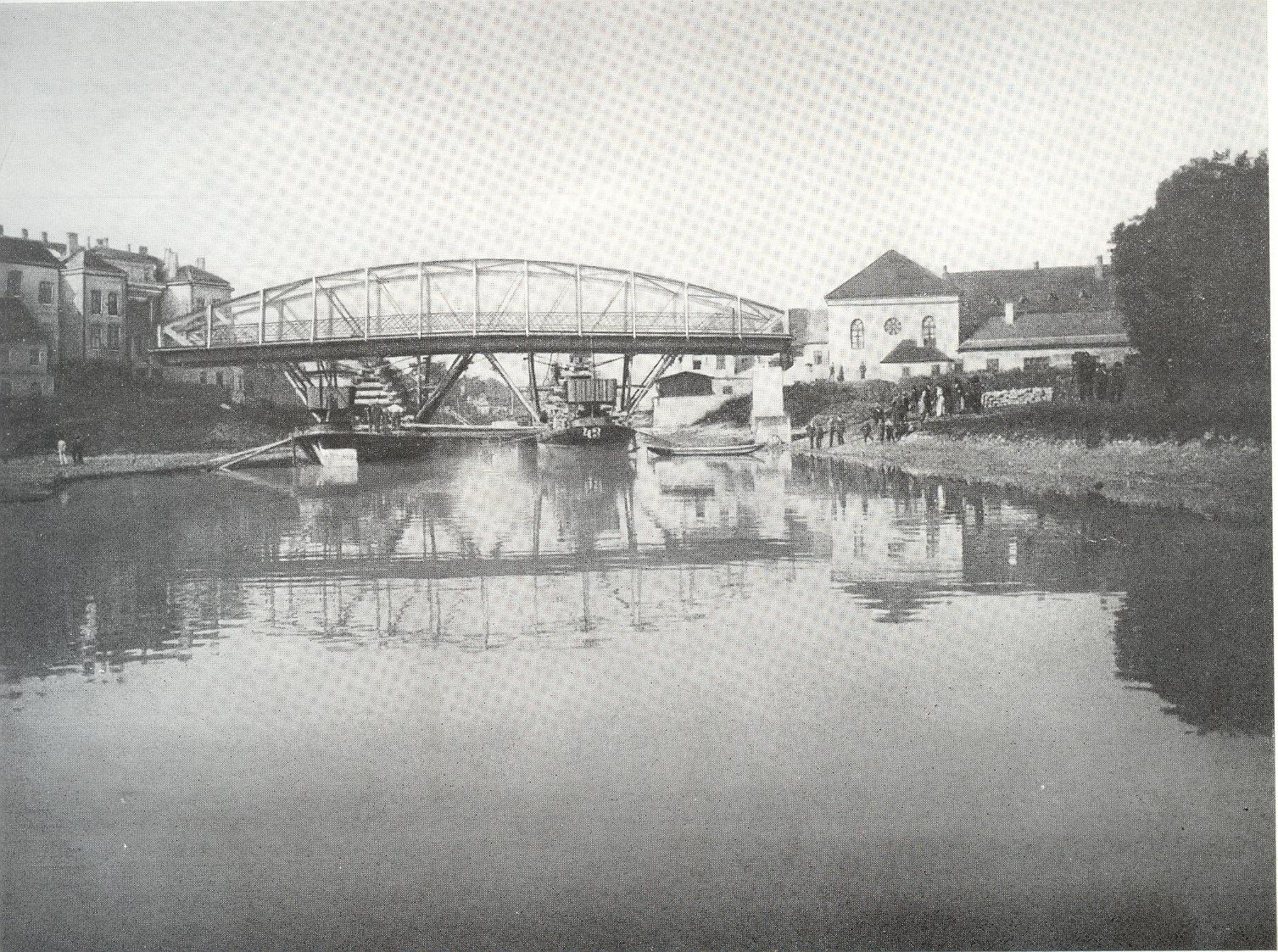
A Rábca-híd áthelyezése

### ARábca-híd áthelyezése
A Győr belterületén a Dunába torkolló Rábca folyó medrét a várost fenyegető árvízveszélyre való tekintettel a városon kívülre helyezték. A megszüntetendő Rábca-meder feletti híd így szükségtelenné vált, így azt az új torkolat közelébe kellett áthelyezni. Az 1908. augusztus 20-án végrehajtott műveletet a Vagongyár hídosztálya úgy oldotta meg, hogy az 50 m hosszú 100 t súlyú hidat egy darabban felemelték és két uszályra helyezték. Az uszályok felvontatták a hidat a Mosoni-Dunán és ráhelyezték az új hídfőre, az eredeti helytől mintegy két kilométerre.

### Azelső világháborúévei
1914-ben legyártják a RÁBA-Alpha személyautót, mely az első volt a gyár hasonló termékei között.
1915-ben Praha rendszerű mezőgazdasági erőgépeket kezdenek gyártani, melyekkel cséplőgépet, darálókat, őrlőmalmokat is lehetett hajtani. Ezeket a gépeket exportálták is.
A gyár a Grand személyautók katonai változatait is gyártja.
1918-ra a gyár korszerű nagyüzemi gépgyár vas- és acélöntődével, anyagvizsgáló laboratóriummal, karbantartó és szerszámkészítő műhellyel.

### Gazdasági fellendülés ahúszas évekmásodik felében
1922-ben Szilágyi Vilmos tervei szerint különleges páncélozott, majd polgári kivitelű gépkocsi készült. A jármű haladási iránya irányváltó segítségével megfordítható volt, mindkét oldalon kormányozható volt és mindkét irányban négy sebességfokozatban működtethették.
1923-ban az osztrák magyar túrán egy RÁBA gépkocsi második helyezett lett. A posta megrendelésére "P" típusú 1,5 tonnás tehergépkocsit kezdtek gyártani, melynek módosított változatát tűzoltóautóként is használták.
1925-ben újabb licenc szerződést kötöttek a Praha gyárral. Ennek alapján készültek az "L" jelű háromtonnás teherautók és autóbuszok.
1926-tól 1929-ig gyártották a posta számára a "Pe" típusú elektromos hajtású autókat kooperációban a Ganz gyárral, mely a motorokat és a Tudor gyárral, mely az akkumulátorokat szállította.
1927-ben licencet vásárolt a gyár a Krupp-művektől négy- és hathengeres motorral hajtott 3 és 5 tonnás tehergépkocsik gyártására.
1928-ban az elavult konstrukciójú kisteherautók helyett korszerű az Austro-Fiat tervezte "AF" gépkocsik gyártási jogát vásárolták meg, amelyeket 1934-ig gyártottak.

## A háborút megelőző időszak, amásodik világháborúévei (1930-1945)
1936-ban megjelennek a RÁBA Super 2,5 tonnás, majd a RÁBA Speciál 3,5 tonnás tehergépkocsik és teherautók, amelyek az AFI kooperáció segítségével készülnek. Ezek a gépkocsik 5 fokozatú sebességváltóval és első ízben hegesztett acél alvázzal készültek. Ebből a sikeres konstrukcióból 1951-ig 2500 darab készült.
Repülőgép műhelyt szerveztek, egyelőre csak az autógyár gépparkjának jobb kihasználása céljából. A technológia alumíniumöntődével és színesfém gyártással bővül. A repülőgép sárkány gyártásához mélyhúzást használtak.
1937-ben a német MAN gyártól licencet vásárol a RÁBA dízelmotor gyártására. A Super kocsikat 65 lóerős, a Speciálokat 80 LE-s motorokkal látják el, 100 LE-s motort a RÁBA-MAN D5 teherautóba és az 1940-től gyártott 50 személyes Trambuszba építettek be.

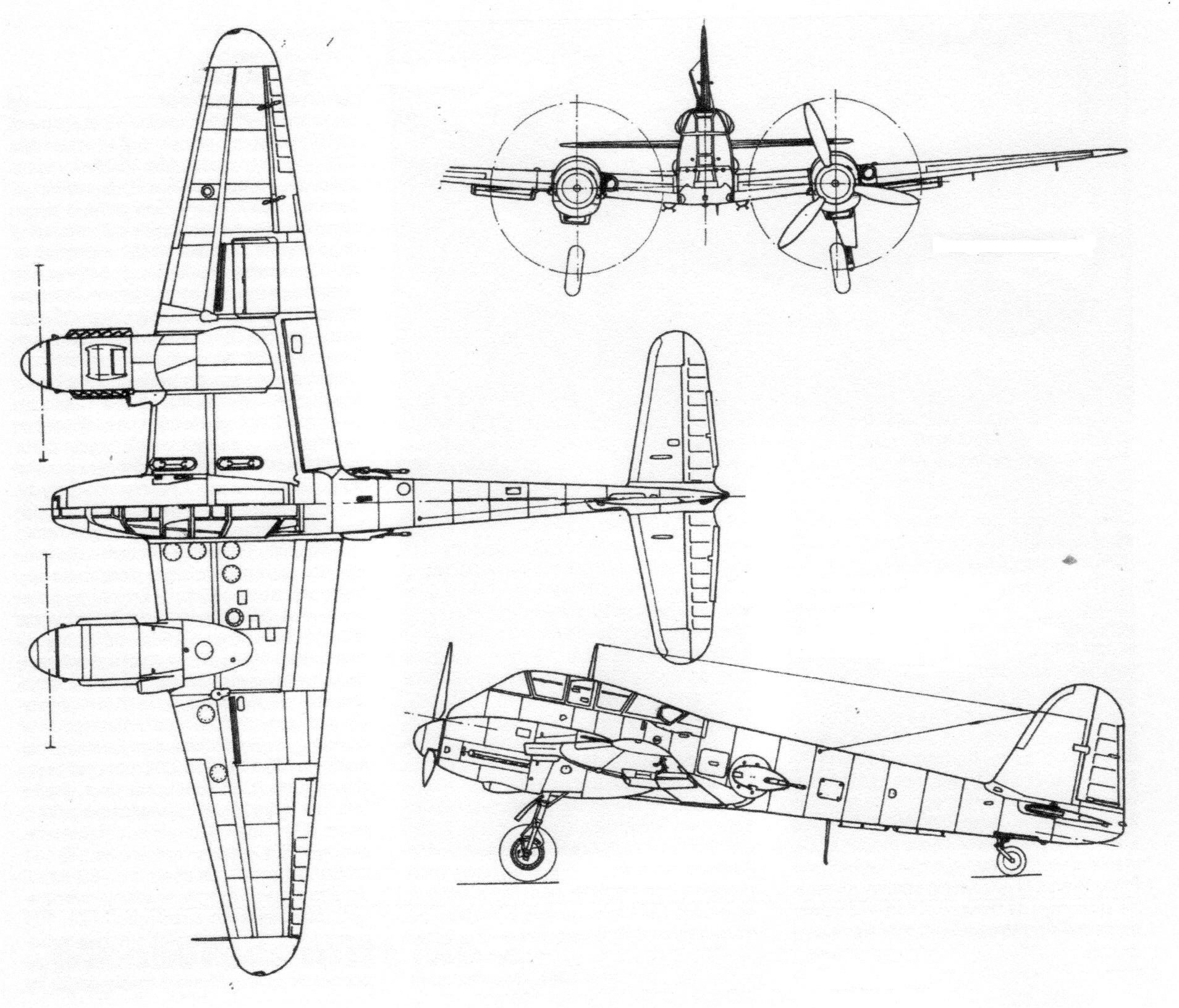
Messerschmitt Me 210 vadászbombázó

1938-ban megkezdték a repülőgépmotor-műhely építését. A motorok vizsgálatára próbaterem épül fékpadokkal. Darányi Kálmán márciusi beszédében meghirdette a nevezetes győri programot, mely honvédelmi felkészülésre 1 milliárd pengős elsősorban hadiipari fejlesztést finanszírozott.
1939-ben a győri program alapján Winkler Dezső irányításával elkészül a 38M Botond katonai terepjáró gépkocsi a korábban már sikeres RÁBA-AFI család továbbfejlesztése alapján. A gyártásba további öt magyar vállalat kapcsolódik be, 1939. július 1-jén leszállítják az első 150 darabot, melyet 1940. június 30-ig további 1252 követ.
Az acélművet kiegészítik páncéllemezek gyártására alkalmas hőkezelő berendezésekkel, lecserélik a régi hidraulikus préseket. A közvetlen haditermelést szolgáló beruházások mellett fejlesztik a vagongyártást is, új műhelyek épülnek az autóüzem részére és ezeket korszerű gépekkel szerelik fel.
Elkészítik a RÁBA-MAN 100 lóerős hathengeres motorral hajtott RÁBA 41 M típusú tüzérségi vontató, melynek tervezésénél felhasználták már a Botond tapasztalatait is.
1940-ben megkezdik az önálló repülőgépgyártást is, miután felépül a szerelőcsarnok és az alkatrészraktár is. Az első ilyen konstrukció, a Levente iskolarepülőgép prototípusa. Ebben az évben még 27 darab WM–21 Sólyom kétfedelű közelfelderítő és bombázó repülőgépet, valamint 29 Focke-Wulf Fw 58 Weihe katonai kiképző repülőgépet gyártanak le.
1940-1942 A gyár felépíti a medvei Duna-hidat.
1942-ben megkezdik a Messerschmitt repülőgépek gyártását: A Bf 109 egymotoros vadászgépet és a Me 210 kétmotoros vadászbombázót. Az első itt gyártott Bf 109-es próbarepülését Zsolt Gyula berepülőpilóta végzi el 1943 tavaszán.
1944-ben a gyárat több súlyos bombatámadás érte. A gyár egyes üzemeit és a dolgozókat kitelepítették a környező községekbe.

### A háború pusztításai
A háborús konjunktúra idején megvalósított kapacitásbővítés nagyobb része a bombatámadások miatt megsemmisült. A német megszállás után 18 nagyobb és 8 kisebb bombatámadás érte a várost. Az első és egyben legpusztítóbb az 1944. április 13-i volt, ami mindössze 20 percig tartott, de ezalatt 385 db 227 kg-os, 500 db 45,5 kg-os, 2000 db 20 kg-os bombát, valamint 30-40 ezer db 3 kg-os gyújtóbombát dobtak le az amerikai Liberatorok. Az áldozatok száma meghaladta az 1000 főt. Súlyos károk érték a Vagongyárat, a repülőteret, a Szeszgyárat, a Gázgyárat, a Cardo Bútorgyárat, a MÁV Gépgyárat (MÁVAG), az Országos Villamossági Rt.-t (OVIRT), a vasútállomást és a síneket. A város 16 hídjából 15-öt felrobbantottak, a szénhiány miatt kiirtották a város parkjaiból a fákat, megszűnt a víz, a gáz- és villanyáramszolgáltatás. Győrt a korabeli szerzők – joggal – romvárosként aposztrofálták.

## A háború utáni évek
1945. március 28-án a gyár szovjet katonai parancsnokság alá kerül. A háború utáni első években a jóvátétel tette ki a gyár termelésének nagy részét.
1947: A 45 tonnás gőzdaru prototípusát készítik el, melyből a gyártás 1948-ban kezdődik.
1948: Új gyártmány indulása: Bleichert típusú villamos targoncák. A targoncagyártás a mezőgazdasági gépgyártás helyét foglalja el, melyet fokozatosan megszüntetnek. A hídüzem gyártja 1947–49 között a budapesti Árpád híd, a vásárosnaményi Tisza-híd és a győri révfalusi híd acélszerkezetét.
1949: Új kéttonnás villástargonca tervezése és gyártása (V27 típus). Felépül a gyárban az ország legkorszerűbb, 4-500 tonna kapacitású acélöntödéje. Profiltisztítás céljából megszűnik az önálló autógyártás. A gépkocsik tervezése a JÁFI-ba kerül Winkler Dezső igazgató vezetésével, aki 1951-ben korábbi munkásságáért Kossuth-díjat kap. A gépkocsigyártás átszervezésével az autóbuszgyártás az Ikarusba, a futóképes, készreszerelt teherautó alváz a Csepel Autógyárba kerül, Győrben egyelőre a futóművek, a kormánymű és sebességváltó gyártása marad.
1951: A győri gázgyár részére elkészül az első 20 000 m3-es gömbtartály. A hídüzem különféle nagyberuházások számára készít acélszerkezeteket: A Dunai Vasmű részére lemezkéményeket és futódarukat, Szőnybe tartályokat, a szolnoki kénsavgyár számára különféle vasszerkezeteket. Kiemelkedő gyártmány az Egyiptom számára készült forgóhíd.
1953: Elkészül a Románia és Bulgária közötti kapcsolatot teremtő emeletes vasúti Duna-híd. Szabadszállásra alumíniumhidat készít a gyár. Ez Európa második és a világ negyedik alumíniumból gyártott hídja. A kiforratlan technológia miatt a közúti hidat szegecseléssel készítették.
1954: Az országos vasútdízelesítési program keretében a győri gyár kapja meg a Ganz-Jendrassik rendszerű motorok egyik furatcsaládjának gyártását és fejlesztését. A szigetközi árvíz elleni küzdelemben a gyár dolgozói tekintélyes részt vállalnak.
1955: Elkészül Egyiptom számára a heluáni közúti és vasúti híd. Korszerű új gyártástechnológiákat vezetnek be a hegesztés, hőkezelés és festés területén.
1956. október 27-én megalakul a Munkástanács és átveszi rövid időre a gyár vezetését.

## Az1956-os forradalomután
1957-ben a Ganz-Jendrassik motorok forgattyústengelye gyártásában bevezetett újszerű melegmegmunkáló eljárásért a Pattantyús brigád tagjai: Bors János, Kapuváry Jenő, Maróti Lajos, Pécsi Sándor és Rátz Sándor mérnökök Kossuth-díjat kaptak.
1963-ban kormányhatározat nyomán dízelmotorok gyártásának licencét vásárolják meg, melyek a magyar autóbuszok és teherautók erőgépe lesz az elkövetkezendő években. A futóművek gyártását megsokszorozzák és modernizálják. Nagy beruházások kezdődnek.
1967-ben készülnek el a technológiai fejlesztés első eredményei: az Ikarus bemutatja a BNV-n a 200-as autóbuszcsalád első példányait, melyhez a hátsóhidat és a MAN licencben gyártott motort a RÁBA adja.
1969-ben felavatják az új motorgyárat (Az új egységben MAN licenc alapján készültek a D2156-os típusjelű dízelmotorok, illetve annak továbbfejlesztett változatai. A régi motorgyár ettől kezdve karbantartó műhelyként funkcionált.) Megkezdődik a 16 tonnás RÁBA tehergépkocsi és a 22 tonnás 3 tengelyes pótkocsikból álló nyergesvontatók gyártása.
1973-ban az amerikai Steiger vásároltak gyártól licencet a nehéz mezőgazdasági vontatók gyártásához, amelyhez hozzá kapcsolható más mezőgazdasági gépek is készülnek. Elkészül a 10 000. futómű.
1974-től a gyár egyre több hátsóhidat exportál, többek között az USA-ba is, ahol a Steiger traktorgyárral fűzi szorosra kapcsolatait. (A RÁBA-Steiger 245-öt 1979-től a továbbfejlesztett RÁBA-Steiger 250 váltja le.)
1980 Megjelennek a teherautókon a DAF 241 típusú fülkék.
A nyolcvanas években megkezdődik a Rába H sorozatú katonai gépkocsicsalád fejlesztése. Kezdetben Kamaz, később DAF fülkékkel szerelik őket. Sorozatgyártású modelljeik 2003-tól készülnek a honvédség számára.

### A rendszerváltás után
1992-ben a gyár ismét részvénytársasággá alakul. 1997-ben a privatizációs stratégia végrehajtása egyik lépéseként a Rába Rt. részvényeit bevezetik a Budapesti Értéktőzsdére.
1993-ban új teherautó típusok jelennek meg MAN F90-fülkékkel.
1998-ban ismét DAF-kabinokra váltanak. Megjelenik a Rába FA27 összkerékhajtású erdészeti gépkocsi és az SL18 nyergesvontató.
A Steiger-ből kifejlesztett, majd 1998-2001 között gyártott Rába 320-as típusú traktorokba a legendás kombinát másik sikertermékét, a többek között Ikarus buszokat is hajtó Rába-MAN D10-es dízelmotort építették be.
1999-ben a Rába Rt. tevékenységének nagy részét külső társaságokba szervezi és holdinggá alakul.
2001-ben a gazdaságtalanná vált motorüzemet eladják és megszűnik az autóbuszgyártás is.
2003-ban speciális gépkocsik gyártása kezdődik a honvédség számára.
2005-ben a társaság NyRt.-vé alakul.
2012-ben a Rába részvények többségi állami tulajdonba kerülnek.
2022-ben lezárult a Rekard Kft. felvásárlása.

## A holding jelenlegi tevékenysége
A Rába Járműipari Holding Nyrt. négy üzletágban tevékenykedik:
- Rába Futómű Kft.
- Rába Járműipari Alkatrészgyártó Kft.
- Rába Jármű Kft.
- Rekard Kft.

### A futómű üzletág
Folytatja a hátsóhidak gyártását nehéz gépjárművekbe: tehergépkocsikba, autóbuszokba, speciális gépkocsikba és traktorokba. A termékek saját fejlesztésű és tervezésű futóművek, a Rába gyártmányai ezen a területen a világtermelés egyik jelentős helyét foglalják el.

### Járműipari alkatrész üzletág
A gyár elsősorban gépkocsi ülések beszállítását vállalja hazai és külföldi autógyárak számára.

### Jármű üzletág
A Magyar Honvédség logisztikai járműveinek javítása, karbantartása és pótalkatrészek gyártása. Ezen felül K & F és termék fejlesztési szolgáltatások nyújtása.

### Hajtómű üzletág
Egyedi vevői igények alapján kialakított hajtóművek gyártása.